# Rally-VM 2017
Rally-VM 2017 är den 45:e säsongen av FIA:s Rally-VM. Säsongen startade med Monte Carlo-rallyt och avslutades med Rally Australia. 
Sébastien Ogier tog sin femte raka VM-titel, men den första för Ford, efter att Volkswagen lämnade sporten inför säsongen.  
Jari-Matti Latvala och Andreas Mikkelsen, Ogiers stallkamrater hos Volkswagen, fick förarplatser hos Toyota respektive Hyundai.

## Kalender
| Datum          | Rally                                  | Bas                            | Underlag      | Segrande Förare    | Kartläsare       | Bil                   |
| -------------- | -------------------------------------- | ------------------------------ | ------------- | ------------------ | ---------------- | --------------------- |
| 19-22 januari  | Rallye Monte-Carlo                     | Gap, Hautes-Alpes              | Asfalt & Snö  | Sébastien Ogier    | Julien Ingrassia | Ford Fiesta WRC       |
| 9-12 februari  | Rally Sweden                           | Torsby, Värmland               | Snö           | Jari-Matti Latvala | Miikka Anttila   | Toyota Yaris WRC      |
| 9-12 mars      | Rally Guanajuato México                | León, Guanajuato               | Grus          | Kris Meeke         | Paul Nagle       | Citroën C3 WRC        |
| 6-9 april      | Che Guevara Energy Drink Tour de Corse | Bastia, Haute-Corse            | Asfalt        | Thierry Neuville   | Nicolas Gilsoul  | Hyundai i20 Coupe WRC |
| 27-30 april    | Rally Argentina                        | Villa Carlos Paz, Córdoba      | Grus          | Thierry Neuville   | Nicolas Gilsoul  | Hyundai i20 Coupe WRC |
| 18-21 maj      | Vodafone Rally de Portugal             | Matosinhos, Porto              | Grus          | Sébastien Ogier    | Julien Ingrassia | Ford Fiesta WRC       |
| 8-11 juni      | Rally Italia Sardegna                  | Alghero, Sardinien             | Grus          | Ott Tänak          | Martin Järveoja  | Ford Fiesta WRC       |
| 29 juni-2 juli | Rally Poland                           | Mikolajki, Ermland Masurien    | Grus          | Thierry Neuville   | Nicolas Gilsoul  | Hyundai i20 Coupe WRC |
| 27-30 juli     | Neste Rally Finland                    | Jyväskylä, Mellersta Finland   | Grus          | Esapekka Lappi     | Janne Ferm       | Toyota Yaris WRC      |
| 17-20 augusti  | ADAC Rallye Deutschland                | Bostalsee, Saarland            | Asfalt        | Ott Tänak          | Martin Järveoja  | Ford Fiesta WRC       |
| 5-8 oktober    | Rally RACC Catalunya-Rally de España   | Salou, Tarragona               | Asfalt & Grus | Kris Meeke         | Paul Nagle       | Citroen C3 WRC        |
| 26-29 oktober  | Dayinsure Wales Rally GB               | Deeside, Flintshire            | Grus          | Elfyn Evans        | Daniel Barrit    | Ford Fiesta WRC       |
| 16-19 november | Kennards Hire Rally Australia          | Coffs Harbour, New South Wales | Grus          | Thierry Neuville   | Nicolas Gilsoul  | Hyundai i20 Coupe WRC |

## Förar-VM
| Plats | Förare             | Bil                   | Poäng |
| ----- | ------------------ | --------------------- | ----- |
| 1     | Sébastien Ogier    | Ford Fiesta WRC       | 232   |
| 2     | Thierry Neuville   | Hyundai i20 Coupe WRC | 208   |
| 3     | Ott Tänak          | Ford Fiesta WRC       | 191   |
| 4     | Jari-Matti Latvala | Toyota Yaris WRC      | 136   |
| 5     | Elfyn Evans        | Ford Fiesta R5        | 128   |
| 6     | Dani Sordo         | Hyundai i20 Coupe WRC | 95    |
| 7     | Kris Meeke         | Citroën C3 WRC        | 77    |
| 8     | Hayden Paddon      | Hyundai i20 Coupe WRC | 74    |
| 9     | Juho Hänninen      | Toyota Yaris WRC      | 71    |
| 10    | Craig Breen        | Citroën DS3 WRC       | 64    |